# Myicola metisiensis
Myicola metisiensis är en kräftdjursart som beskrevs av R. R. Wright 1885. Myicola metisiensis ingår i släktet Myicola och familjen Myicolidae. Inga underarter finns listade i Catalogue of Life.